# Julià López i Segú
Julià López i Segú, més conegut com a Juli (Granollers, 21 de juliol de 1969) és un futbolista català, ja retirat, que jugava com a defensa central. És germà dels també exfutbolistes Sergi López i Segú i Gerard López i Segú.
Es va formar al planter del FC Barcelona. Arriba a principis dels 90 al Barça B, amb qui juga una bona temporada 1992 - 93 a Segona. La temporada 1993 - 94 la comença a un bon nivell, que fa que al mercat d'hivern sigui captat pel Reial Valladolid. Amb els castellans hi jugaria 13 partits, els únics de la carrera de Juli a Primera en tota la seua trajectòria. La temporada 94/95 arriba al RCD Mallorca, on no aconsegueix la titularitat. A l'any següent retorna al filial blaugrana, i la temporada 96/97 jugarà amb el Deportivo Alavés, on rendirà a un bon nivell: 5 gols en 28 partits. Llicenciat en administració i direcció d'empreses, mentre jugava al Futbol Club Barcelona; actualment es director comercial d'una empresa dedicada al sector de l'oci i el joc.